# St. Vitus (Willebadessen)

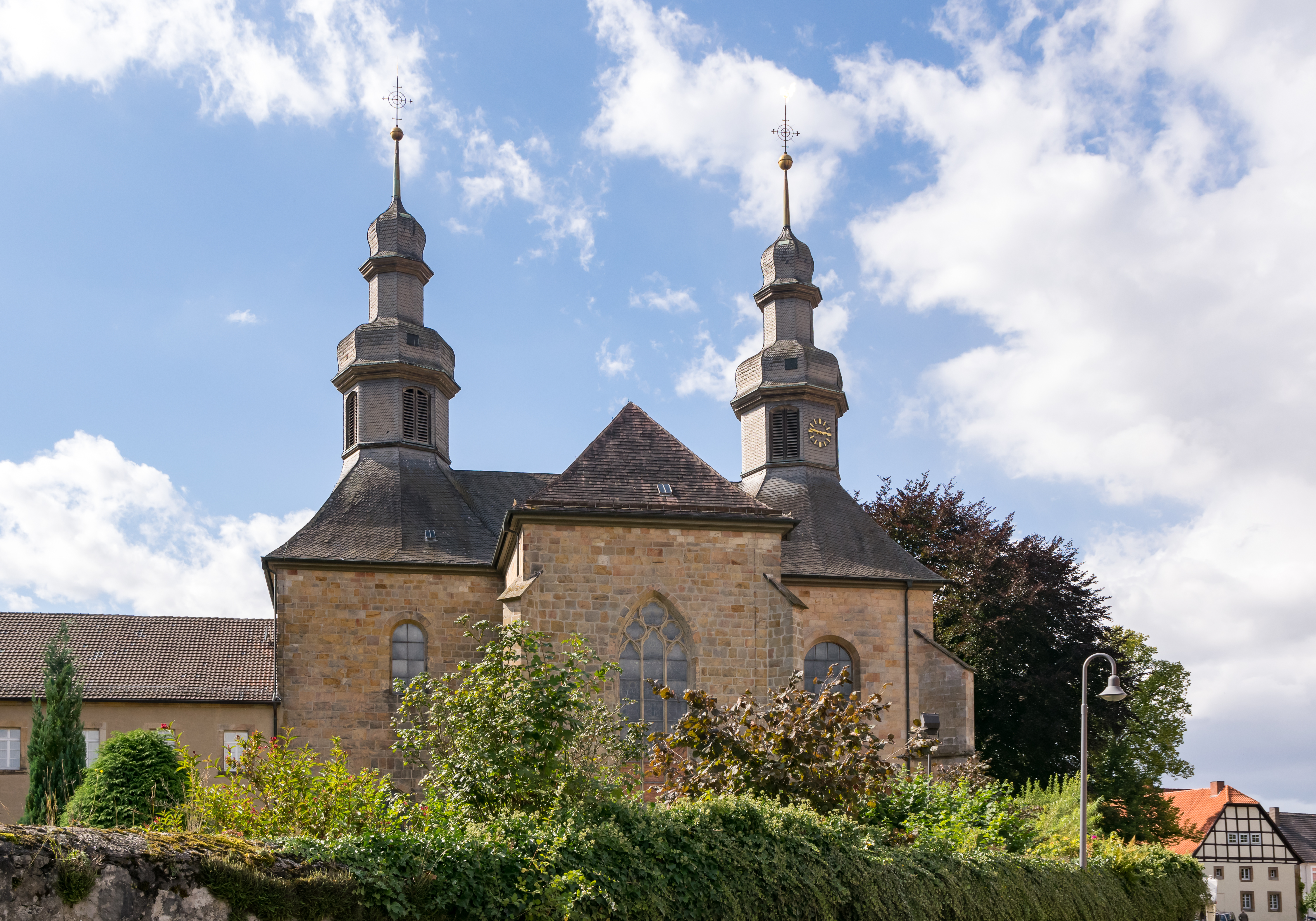
Klosterkirche Willebadessen

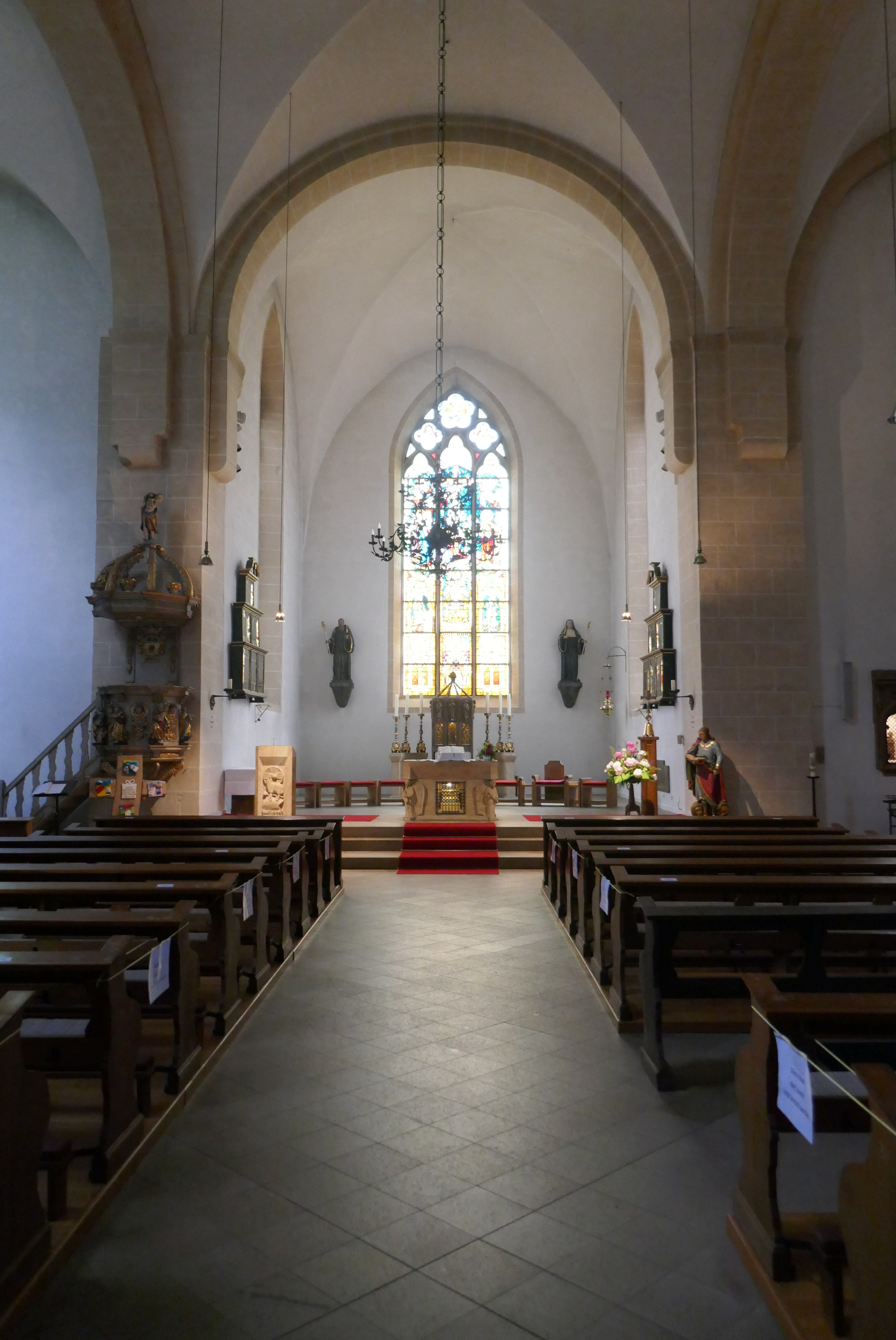
Innenraum

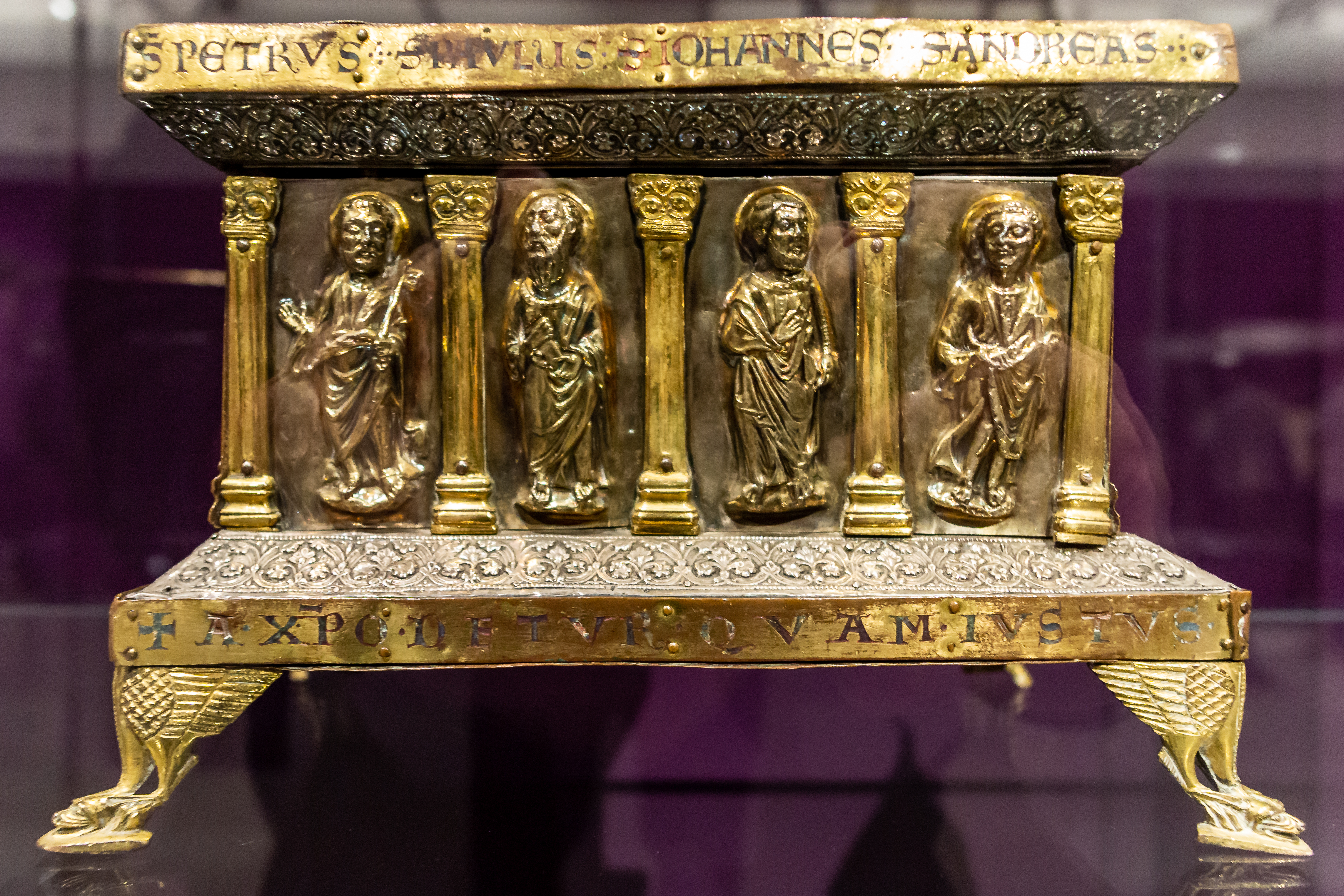
Vitus-Reliquiar

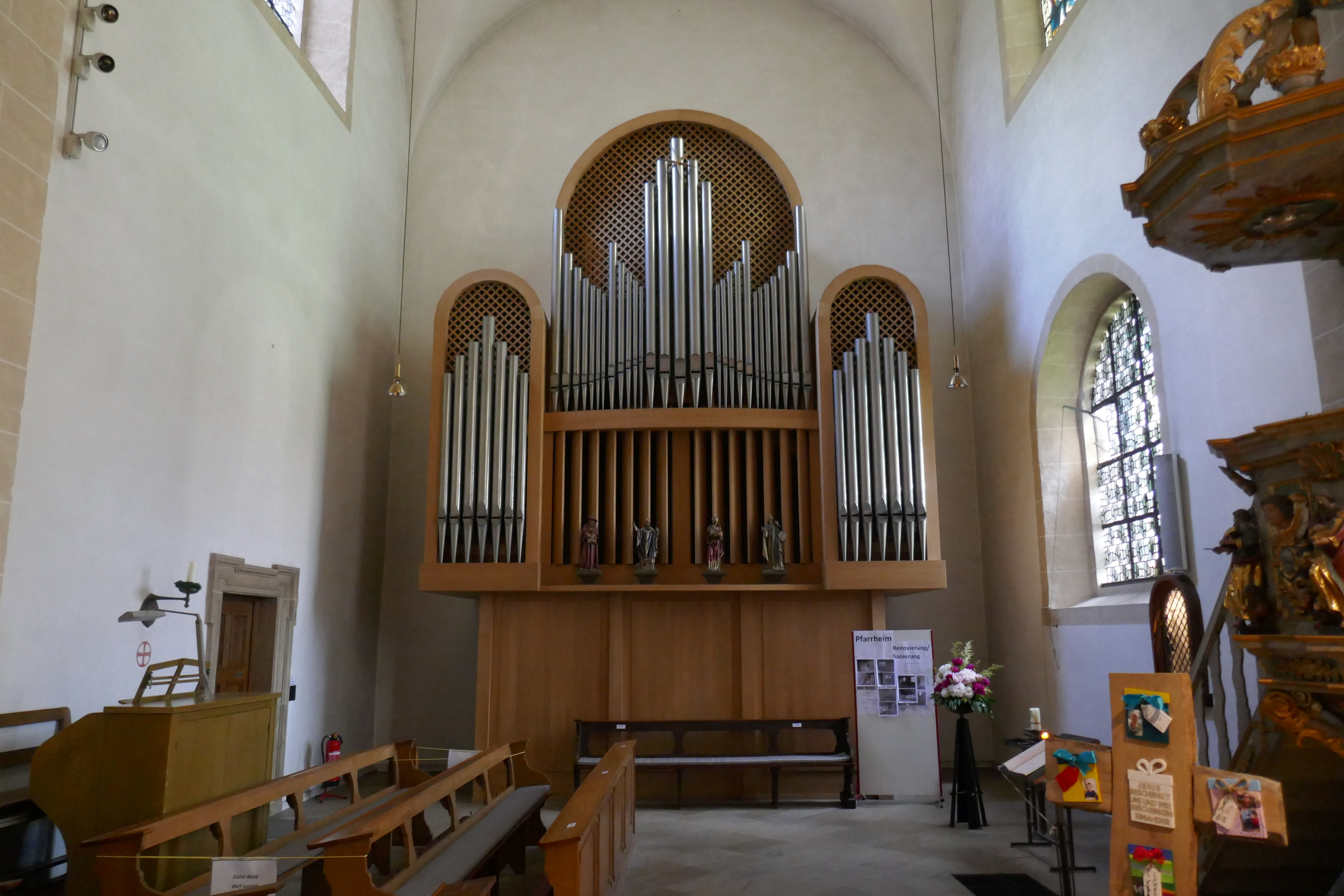
Orgel

Die ehemalige Klosterkirche des Klosters Willebadessen, seit 1830 römisch-katholische, denkmalgeschützte Pfarrkirche St. Vitus steht in Willebadessen, einer Kleinstadt im Kreis Höxter von Nordrhein-Westfalen. Die Kirchengemeinde gehört zum Pastoralverbund Willebadessen-Peckelsheim im Dekanat Höxter des Erzbistums Paderborn.

## Geschichte und Architektur
Nach der Gründung des Klosters 1149 wurde bis gegen 1200 die romanische Klosterkirche als eine dreischiffige Basilika mit Querhaus und dreiteiligem Chor mit Apsiden, aber ohne einen Westbau, errichtet. Der Kirchenraum wurde im System der Lippoldsberger Bauschule über rechteckigen Wandvorlagen mit den charakteristischen Viertelkreisabkragungen kreuzgratgewölbt.
Im 15. Jahrhundert wurden der Kirche aus statischen Gründen Strebepfeiler angefügt sowie die romanische Hauptapsis durch eine Ostmauer mit dreibahnigem Maßwerkfenster ersetzt. Um 1720 erfuhr die Klosterkirche unter der Äbtissin Theodora Sibylla Heising und dem Propst Coelestin Strunck einen weiteren Umbau zu einem Zentralbau. Hierbei wurden die beiden Seitenchöre und das nördliche Seitenschiff abgebrochen und das südliche abgemauert und zur Klausur gezogen. Zugleich mit der Erneuerung der Hochschiffswölbung und großer Teile der Außenmauern in Eggesandstein erfolgte der Einbau größerer Fenster sowie eines barocken Portals mit der Statue des hl. Vitus und der Bauinschrift. Über den beiden, nun anstelle der mittelalterlichen Giebel mit Walmdächern gedeckten Querhausarmen wurden Turmhauben errichtet sowie im Westjoch der Kirche eine barocke Nonnenempore über toskanischen Säulen eingebaut. Am 18. Oktober 1722 wurde die umgebaute und barockisierte Kirche durch den Paderborner Weihbischof Pantaleon Bruns neu konsekriert.
Nach der Säkularisierung des Klosters wurde die bisherige Klosterkirche 1830 anstelle der abgebrochenen Rochuskirche zur Pfarrkirche der Stadt Willebadessen umgewidmet. Bei der historistischen Restaurierung durch den Paderborner Dombaumeister Arnold Güldenpfennig um 1900 wurde der Treppenturm auf der Nordwestecke der Kirche angebaut. In den Jahren 1954 bis 1958 erfuhr die Kirche eine Restaurierung, bei der das südliche Seitenschiff zumindest teilweise wieder geöffnet wurde.

## Ausstattung
Die Willebadesser Klosterkirche hat – abgesehen von ihrer verlorenen Orgel – wesentliche Teile ihrer barocken Ausstattung bewahrt. Von Christoph Papen stammt die 1723 datierte Kanzel, von seinem Hochaltar haben sich lediglich die Statuen der beiden Ordensgründer, der Heiligen  Benedikt und Scholastika, erhalten. Wertvollstes Stück der Ausstattung ist der Reliquienschrein des hl. Vitus aus der Zeit der Fertigstellung der romanischen Klosterkirche um 1200.
Das 1885 vom Glasmalereiatelier F. Nicolas en Zonen aus Roermond ausgeführte Ostfenster des Chores, eine Stiftung des Freiherren Joseph Ferdinand von Wrede-Melschede und seiner Frau Elisabeth, zeigt im unteren Abschnitt das Martyrium des Kirchenpatrons, des hl. Vitus, flankiert von den beiden Namenspatronen des Stifterpaares, der hl. Elisabeth und dem hl. Joseph, sowie darüber die Kreuzigung Christi.

### Orgel
Bereits um 1530 ist in der Klosterkirche eine Orgel erwähnt. 1722–1727 erhielt die Kirche durch den Orgelbauer Andreas Reinecke und seinen Bruder Bernhard eine Orgel mit 31 Registern, zwei Manualen und Pedal, deren bildhauerische Ausstattung Christoph Papen ausführte. Ihre Disposition lautete:
| Hauptwerk |                 |     |
| 1.        | Principal       | 8′  |
| 2.        | Bordun          | 16′ |
| 3.        | Gedackt         | 8‘  |
| 4.        | Viola di Gamba  | 8′  |
| 5.        | Oktav           | 4′  |
| 6.        | Rohrflöte       | 4‘  |
| 7.        | Quinte          | 3′  |
| 8.        | Oktav           | 2′  |
| 9.        | Waldflöte       | 2′  |
| 10.       | Spitzflöte      | 1′  |
| 11.       | Sesquialtera II |     |
| 12.       | Mixtur IV       |     |
| 13.       | Zimbel III      |     |
| 14.       | Trompete        | 8‘  |

| Rückpositiv |                 |        |
| 15.         | Prinzipal       | 4′     |
| 16.         | Rohrflöte       | 8′     |
| 17.         | Quintadena      | 8‘     |
| 18.         | Spitzflöte      | 4′     |
| 19.         | Quinte          | 3‘     |
| 20.         | Octave          | 2‘     |
| 21.         | Flöte           | 2‘     |
| 22.         | Terz            | 1 3⁄5′ |
| 23.         | Quinte          | 1 ⁄3′  |
| 24.         | Sesquialtera II |        |
| 25.         | Mixtur III      |        |
| 26.         | Hautbois        | 8‘     |

| Pedal |         |     |
| 27.   | Subbaß  | 16′ |
| 28.   | Oktav   | 8′  |
| 29.   | Octav   | 4′  |
| 30.   | Flöte   | 1′  |
| 31.   | Posaune | 16′ |

1901 wurde die Orgel durch ein Instrument der Eggert Orgelbau-Anstalt in Paderborn ersetzt, die 1967 auch die heutige Orgel mit 25 Registern, zwei Manualen, Pedal und elektrischer Traktur erbaute. Die Orgel besitzt die folgende Disposition:
| I. Manual |                       |       |
| 1.        | Quintade              | 16′   |
| 2.        | Prinzipal             | 8′    |
| 3.        | Rohrflöte             | 8′    |
| 4.        | Oktave                | 4′    |
| 5.        | Koppelflöte           | 4′    |
| 6.        | Waldflöte             | 2′    |
| 7.        | Septsesquialter I–III |       |
| 8.        | Mixtur V–VI           | 1 ⁄3′ |
| 9.        | Trompete              | 8′    |

| II. Manual |                   |       |
| 10.        | Gedackt           | 8′    |
| 11.        | Weidenpfeife      | 8′    |
| 12.        | Gemshorn          | 4′    |
| 13.        | Prinzipal         | 2′    |
| 14.        | Quinte            | 1 ⁄3′ |
| 15.        | Sifflöte          | 1′    |
| 16.        | Scharffzymbel III | 2 ⁄3′ |
| 17.        | Krummhorn         | 8′    |
| 18.        | Schalmey          | 4′    |

| Pedal |               |          |
| 19.   | Prinzipalbaß  | 16′      |
| 20.   | Subbaß        | 16′      |
| 21.   | Oktavbaß      | 8′       |
| 22.   | Pommer        | 8′       |
| 23.   | Piffaro       | 4′und 2′ |
| 24.   | Hintersatz IV | 2 ⁄3′    |
| 25.   | Posaune       | 16′      |

- Koppeln: II/I, I/P, II/P